# Alex Blake (personnage)
Pour les articles homonymes, voir Alex Blake et Blake.
 (octobre 2015).
Si vous disposez d'ouvrages ou d'articles de référence ou si vous connaissez des sites web de qualité traitant du thème abordé ici, merci de compléter l'article en donnant les références utiles à sa vérifiabilité et en les liant à la section « Notes et références ».
Alex Blake (née Miller) est un personnage de fiction issu de la série Esprits criminels. Elle est jouée par Jeanne Tripplehorn. Elle apparaît pour la première fois dans l'épisode 1 de la saison 8 Le silencieux et remplace l'agent Emily Prentiss qui avait démissionné pour diriger une équipe d'Interpol (saison 7 épisode 24 As de cœur).
Le 14 mai 2014, il est révélé dans l'épisode final de la saison 9 (Anges déchus, deuxième partie) que Blake quitte la série.

## Biographie
L'équipe étant très proche de Prentiss, la nomination de Blake au BAU a tout d'abord entraîné des réactions mixtes. Elle rejoint le BAU afin de rétablir sa réputation après qu'elle a été accusée d'avoir arrêté le mauvais suspect dans l'affaire Amerithrax et que le chef de section Erin Strauss l'a laissée tomber. Par conséquent, les deux s'entendent assez mal, Strauss l'accusant d'avoir rejoint le bureau pour des raisons égoïstes, mais leur relation finira par s'améliorer.
Le reste de l'équipe reconnaît son expertise et accepte mieux son intégration.
Blake a obtenu son diplôme à Berkeley, a fini double major de promotion et obtenu un doctorat. Elle est recrutée par le FBI à l'âge de 24 ans, faisant d'elle l'une des seules personnes du bureau à avoir rejoint le FBI à tout juste la vingtaine (comme Spencer Reid ).
Blake est aussi professeur en linguistique médico-légale à l'université de Georgetown et a travaillé au SSA de Washington. Elle est capable de comprendre langue des signes américaine. Dans un premier temps, au FBI, Blake a été impliquée dans des affaires très importantes, en particulier celle de Unabomber.
Dans l'épisode 11 Brutalisés de la saison 9, on apprend qu'elle ne parle plus à son père Damon (un capitaine de police retraité du Ministère de l'Intérieur de Kansas City) ainsi qu'à son jeune frère Scott (détective en homicides). Après la mort de son frère aîné Danny (un policier tué en service) et de sa mère, elle trouvait trop douloureux de rester auprès de sa famille et a préféré s'éloigner d'elle. Mais lorsque son frère Scott est blessé par le suspect, elle reprend contact avec lui, ainsi qu'avec son père à la suite d'un barbecue chez lui avec le reste du BAU.

## Saison 8
Dans Le silencieux, Blake reprend le travail avec le BAU, dans l'équipe de Hotch et Rossi, les aidant à enquêter sur un tueur en série à Seattle, dans l'État de Washington, qui utilise son fils pour attirer ses victimes, faisant selon elle "ressembler Ridgway à un saint" (Gary Ridgway, le tueur en série). À son retour de Seattle, elle rencontre Morgan et Garcia, qui reviennent d'Angleterre où ils ont rendu visite à Prentiss. La rencontre avec Garcia sera un peu embarrassante. 
Blake les assiste ensuite sur une enquête concernant un prisonnier échappé de prison, connu sous le nom du "Silencieux". Elle et Reid travaillent ensemble pour trouver une signification aux messages laissés par le tueur et lorsque le Silencieux est identifié et traqué, Blake tente de le calmer, en langue des signes, le tueur étant sourd. Sa tentative échoue et il se suicide. L'épisode se clôt sur Garcia et Blake qui refont connaissance, liant ainsi l'amitié entre les deux.
Dans l'épisode Le complexe de Dieu, elle remarque que Reid agit étrangement. Lorsqu'il lui demande de le déposer à une cabine téléphonique publique, elle lui demande ce qu'il se passe. Il lui révèle alors qu'il a commencé une potentielle relation amoureuse par téléphone avec une femme, nommée Maeve Donovan. Il lui demande de ne rien révéler à qui que ce soit et elle promet. À la fin de l'épisode, Morgan révèle à Reid qu'il connaît son secret, mais qu'il le tient de Garcia. Reid remercie ensuite Blake pendant qu'elle dort.
Dans Mère Nature, Blake réussit à ramener à la raison le suspect et à l’arrêter. Dans Du sang sur la toile, elle est capable de déduire les motivations derrière les tueries du suspect et soutient le retour de Reid au BAU à la suite de la mort de Maeve. Dans Copie conforme, elle accepte les excuses de Strauss, qui veut faire amende honorable à la suite de l'enquête d'Ameritrax.
Dans Numéro 6, son mari James lui rend une visite surprise. Il essaie de lui dire quelque chose, mais avant qu'il puisse terminer, Blake reçoit un coup de téléphone du BAU et doit partir sur une enquête. James comprend et accepte puisqu'il s'agit de son boulot. À la fin de l'épisode, elle rentre chez elle et son mari lui raconte enfin qu'on lui offre un emploi de professeur à l'université Harvard, et qu'il acceptera le poste si Blake vient avec lui et accepte le poste de professeur en linguistique. Il lui rappelle alors qu'ils souhaitaient tous les deux redevenir un "vrai couple". Cependant, Blake refuse, disant qu'elle est attachée à son travail actuel. James, s'attendant à ce genre de réponse, accepte la proposition de Blake où elle lui rendra visite les week-ends et pendant les vacances. Dans Les frères Hotchner, elle se porte volontaire pour reconduire Strauss à son hôtel new-yorkais une fois l’enquête résolue.
Dans l'épisode suivant, un tueur en série et harceleur connu comme le Réplicateur enlève et tue Strauss. L'enquête suivante révèle que le Réplicateur poursuit une vendetta contre Blake, puisqu'il a copié des suspects que l'équipe a appréhendé après son entrée dans le BAU. En conséquence, ils trouvent la première victime du Réplicateur, une femme tuée dans le style du tueur en série attrapé à Seattle l'année dernière. Ils identifient alors le Réplicateur comme John Curtis, un agent de FBI brillant mais reclus qui a travaillé sur le cas Amerithrax aux côtés de Blake et Strauss ; il vise le BAU parce qu'il a été rétrogradé pour une grave erreur par Strauss, alors que Blake a continué de travailler au BAU. Quand l'équipe se rend sur un bout de terrain appartenant à la famille de Curtis, l'hélicoptère où elle se trouve avec Reid et Hotch est piraté par Curtis et atterrit en catastrophe. Curtis leur tend une embuscade en leur faisant respirer de l'essence et enlève Blake, la retenant dans une maison piégée avec des explosifs multiples. Il la place sur un siège spécifiquement conçu pour déclencher le processus de compte à rebours et quand elle reprend connaissance, Curtis lui parle du succès qu'elle a eu alors qu'il souffrait de sa rétrogradation. Il a su profiter d'un moment de faiblesse de l'équipe du BAU et piéger ses membres à l'intérieur de la pièce, sauf Rossi ; Curtis visant en fin de compte à tuer l'équipe. Garcia réussit à neutraliser le compte à rebours, donnant à Rossi assez de temps pour sauver les agents pris au piège. Rossi tend un piège à Curtis à l'intérieur de la pièce, juste avant que ça n'explose, le tuant vraisemblablement. Blake rend plus tard hommage à Strauss avec le reste de l'équipe.

## Saison 9
Dans l'épisode Les héritiers de Salem, Blake assiste à la soirée à thème "Jours des morts" organisée par Garcia. Quand l'équipe commence à montrer des photos de membres de leurs familles ou amis proches qui sont décédés, Blake montre une photo de sa mère et leur raconte comment elle l'a aidée à trouver l'amour des mots croisés, et l'a inspirée à poursuivre sa carrière linguistique.
Dans l'épisode Brutalisés, Blake enquête à Los Angeles avec le reste de l'équipe et reçoit une balle dans le bras par le suspect en essayant de l’empêcher de tuer une femme qu'il a enlevée. Peu après, elle reçoit un appel de Damon, son père, qui lui demande de retourner dans sa ville natale de Kansas City, à la suite de doutes sur le meurtre d'un jogger, il a en effet trouvé une connexion avec les meurtres de deux lycéens.
Dans le deux centième épisode, elle aide le reste de l'équipe à retrouver JJ et le chef de section du FBI Mateo Cruz, qui sont tous les deux portés disparus. L'équipe demande l'aide de Prentiss (que Blake remplace) et les deux femmes se rencontrent pour la première fois. À la fin de l'épisode, Blake exprime sa joie d'avoir enfin rencontré l'agent dont tout le monde lui parlait.
Dans Thérapie de couple, Blake mène l'interrogatoire de Judith Anderson, la femme d'un tueur en série et sa complice qui demande de téléphoner à Alan (son mari), mais Blake refuse et lui pose des questions à propos de la maladie sexuellement transmissible d'Alan. Judith répond qu'elle le sait et qu'ils n'ont aucun secret. Blake montre alors à la femme les photos des femmes que Alan a tué seul, mais elle continue de le protéger et demande un avocat. Plus tard, Blake dit à Judith qu'Alan a essayé de violer et tuer Kathleen Benedict avant de lui promettre que si elle coopère, elle pourrait faire réduire sa condamnation. Quand Judith refuse l'offre, Blake lui dit que le collier qu'Alan lui a donné plus tôt a été volé à une victime qu'il a tuée seul. Ça la met en colère et quand elle le voit au commissariat de police, elle le gifle de colère, lui jette le collier au visage et déclare qu'elle le déteste.
Dans l'épisode Histoires de famille, l'équipe recherche un suspect en Virginie-Occidentale. En arrivant à la cabane où vit le suspect, l'équipe décide de se séparer dans la forêt pour couvrir plus de terrain. Blake fouille seule sa zone et informe Morgan qu'elle voit Cissy Howard, que le suspect a manipulé. Le suspect apparaît alors, attaque Blake et les deux tombent à l'eau. Blake tire en vain, une balle frôle le suspect à la tête, et il s’effondre inconscient dans l'eau. Quand Morgan, Rossi et JJ cherchent Blake, JJ remarque quelques bulles dans le lac. Blake refait la surface et leur ordonne de "tirer partout", mais ne retrouvent pas de corps, ce qui inquiète Blake. Elle se sèche et explique à JJ ce qu'il s'est passé. JJ insiste sur le fait que le suspect est mort, et Blake se le répète. Cependant, plus tard, le suspect, en pleine forme, attaque un couple dans le Kentucky.

## Départ
Dans l'épisode final de la saison 9, en deux parties, Anges déchus, elle est désemparée lorsque Reid se fait tirer dans le cou par le suspect qu'ils tentent d'appréhender, en poussant Blake hors de portée du tir. Il s'en sort de justesse, et elle lui fait la remarque que c'est elle qui aurait dû recevoir la balle.
Elle est de nouveau bouleversée en sauvant un jeune garçon dont le suspect s'est servi pour faire pression auprès de sa mère. Bien que Reid survive, Alex a du mal à se remettre de cette affaire et révèle à Reid que tant lui que le jeune garçon lui ont rappelé son fils Ethan, qui est décédé à 9 ans d'une maladie neurologique. Cette dernière enquête l'a poussée à bout, et lors du retour au bureau, elle s'assoit à l'écart du groupe. Elle envoie un SMS à Hotch pour lui annoncer sa démission. Elle rend visite à Reid chez lui, parle d'Ethan. Après son départ, Reid retrouve l'insigne du FBI de Blake dans son sac. Il l’observe, attristé, par la fenêtre mais accepte son départ.